# میخائیل هشتم
میخائیل هشتم با عنوان کامل میخائیل هشتم پالایولوگوس(به یونانی: Μιχαήλ Η΄ Παλαιολόγος) (۱۲۲۴ یا ۱۲۲۵ — ۱۱ دسامبر ۱۲۸۲) امپراتور نیقیه از ۱۲۵۹ تا ۱۲۶۱ و سپس امپراتور بیزانس از ۱۲۶۱ تا هنگام مرگش در ۱۲۸۲ بود. میخائیل با آزادسازی قسطنطنیه از اشغال لاتین‌ها توانست امپراتوری بیزانس را احیا نموده و دودمان پالایولوگی را پایه‌گذاری نماید.

## زندگی
خانوادهٔ میخائیل یکی از قدرتمندترین اشراف‌زادگان بیزانس بودند و خود او در دوران فرمانروایی دودمان لاسکاری در امپراتوری نیقیه که پس از اشغال قسطنطنیه در چهارمین جنگ صلیبی پایه‌گذاری شده بود به امتیازاتی دست یافت. میخائیل از محبوبیت بالایی در بین دیگر اشراف‌زادگان برخوردار بود با این‌حال او فردی غیرقابل‌اعتماد و تشنهٔ قدرت بود که چندین بار علیه امپراتوران وقت نیقیه، تئودور دوم لاسکاریس و ژان سوم دوکاس واتاتزس دسیسه‌چینی نمود.
پس از مرگ تئودور دوم پسر خردسالش با عنوان ژان چهارم لاسکاریس در ۱۲۵۸ بر تخت امپراتوری نیقیه نشست و نایب‌السلطنتی او را دیوان‌سالار ژرژ موزالون برعهده گرفت. با این حال دیری نپایید که موزالون در همان سال به قتل رسید و میخائیل نایب‌السلطنهٔ امپراتور جوان شد. او یک سال بعد در ۱۲۵۹ با عنوان میخائیل هشتم و به‌عنوان امپراتور مشترک با ژان چهارم تاجگذاری کرد. بدین ترتیب قدرت عملاً در دستان میخائیل قرار گرفت و ژان چهارم به حاشیه رانده شد.
میخائل در پاییز ۱۲۵۹ توانست در نبرد مهم پلاگونیا، ائتلاف خطرناک مانفرد، شاه سیسیل با شاهزادهٔ لاتینی آخیا و فرماندار یونانی اپیروس که رقیب میخائیل به‌شمار می‌رفت را شکست دهد. او سپس در ژوئیهٔ ۱۲۶۱ به امپراتوری لاتینی قسطنطنیه لشکر کشید و توانست با شکست بالدوین دوم، پایتخت را در ۱۵ اوت همان سال بازپس‌گرفته و امپراتوری بیزانس را دوباره احیا نماید. به دنبال کسب این پیروزی افتخارآمیز، میخائل بار دیگر در قسطنطنیه و این بار به عنوان امپراتور بیزانس تاجگذاری کرد و بدون توجه به ژان چهارم که هنوز در نیقیه بود پسرش را نیز به فرمانروایی مشترک با خود رساند. او سپس فرمان به کور کردن چشمان ژان ۱۱ ساله داد و او را به صومعه‌ای تبعید نمود. بدین ترتیب دودمان لاسکاری به پایان دوران خود رسید و میخائل پایه‌گذار دودمان جدیدی با عنوان پالایولوگی شد.
بیشتر دوران حکومت میخائیل به درگیری با شارل یکم آنژو، پادشاه ناپل و سیسیل گذشت. میخائیل درصدد آن بود تا قلمروهای قدیمی بیزانس در اروپا را که اینک در اشغال لاتین‌ها بود را بازپس گیرد. غربیان نیز که او را به چشم تفرقه‌انداز و غاصب تاج و تخت امپراتوری می‌دیدند علاقه‌مند بودند تا میخائل را از قسطنطنیه بیرون رانند. سرانجام به‌دنبال امضای پیمان ویتربو بین پاپ، بالدوین دوم، شاهزادهٔ آخیا و شارل آنژو، ائتلاف قدرتمندی علیه میخائل هشتم در ۱۲۶۷ شکل گرفت. اما در ۱۲۷۱ گرگوری دهم به مقام پاپی رسید و میخائیل با بهره‌برداری از دشمنی او با شارل آنژو توانست از پاپ به‌عنوان سپری در برابر جاه‌طبی‌های خاندان آنژو استفاده نماید. اما میخائیل در برابر این همراهی پاپ با او مجبور شد تا در پی تشکیل شورای لیون در ۱۲۷۴، اتحاد و سرسپردگی کامل کلیسای ارتدکس شرق به کلیسای کاتولیک روم را بپذیرد.
با این حال پذیرش این اتحاد همراه با وجود نفرت از لاتین‌ها سبب بروز شورش‌هایی علیه میخائیل هشتم در بیزانس شد. همچنین در ۱۲۸۱ پاپ مارتین چهارم که طرفدار آنژوها بود جانشین گرگوری دهم شد و او با پایان دادن به اتحاد پاپ و بیزانس، حمایت خود از شارل یکم آنژو و متحدانش علیه میخائل هشتم را اعلام کرد. پس از آن شارل با کمک ونیزی‌ها اپیروس را اشغال نمود، اما میخائیل نیز موفق شد تا با حمایت مالی از شورشیان سیسیل در ۱۲۸۲ حکومت آنژوها را ساقط نماید و پس از آن متحدش پیتر سوم آراگون به پادشاهی جزیرهٔ سیسیل رسید.
میخائیل هشتم در ۱۱ دسامبر ۱۲۸۲ درگذشت و پس از او پسرش با عنوان آندرونیکوس دوم جانشین او شد.